# Кинзебулатово
Кинзебулатово (баш. Кинйәбулат) — деревня в Ишимбайском районе Республики Башкортостан Российской Федерации. Административный центр Байгузинского сельсовета. Согласно переписи 2020 года население составляло 1002 человека.

## География

### Географическое положение
Кинзебулатово находится на реке Тайрук в 10 км к юго-востоку от Ишимбая, в 18 км к востоку от Салавата и в 150 км к югу от Уфы. Состоит из двух частей: башкирской деревни и бывшего посёлка нефтяников. В северной части деревни протекает малая река Зыяратъелга. Через деревню проходит местная автодорога Ишимбай — Кинзебулатово — Новоаптиково.

## История
Кинзябулатово вступило в XIX век 12-дворным аулом в 143 жителя. IX ревизия показала 347 человека и 29 домов.
Первопоселенец Кинзябулат Азнагулов жил в 1745—1813 гг. Его сыновья: Ишбулды, Ишмухамет, Кагарман, Кильмухамет. Брат основателя деревни Ташбулат Азнагулов (1755—1811) жил в той же деревне. Его дети: Кутлубулат, Комисар, Хисамитдин. Долгожитель — Яукай Бурасов (1730—1813).
Жители деревни: скотоводы. На 40 дворов в 1839 г. (234 жителя) приходилось 337 лошадей, 267 коров, 95 овец, 57 коз. Держали 11 ульев, 3 борти. Сеяли свыше 7 пудов хлеба на каждого жителя.
В 1943 году возле деревни открыто Кинзебулатовское нефтяное месторождение. Возник посёлок нефтяников Кинзебулатовский, вошедший в состав села не ранее 1952 года.
С 2005 года административный центр Байгузинского сельсовета.
Закон «О внесении изменений в административно-территориальное устройство Республики Башкортостан в связи с образованием, объединением, упразднением и изменением статуса населённых пунктов, переносом административных центров» от 20 июля 2005 года, № 211-з гласил:

10. Перенести административные центры следующих сельсоветов:
8) Байгузинского сельсовета Ишимбайского района из деревни Байгузино в село Кинзебулатово;

В ночь со 3 на 4 мая 2019 года неизвестными был совершён поджог мечети.

## Население
| 2002 | 2009  | 2010  |
| ---- | ----- | ----- |
| 950  | ↗1097 | ↘1058 |

## Улицы
| - 1 Мая - Береговая - Бухарина - Вишневская - Героя | - Горная - Зелёная - Лесная - М. Гафури - Молодёжная | - Нефтяная - Новосёлов - Озёрная - Победы - Полевая | - С. Лазо - Советская - Старый Тайрук - Трубная |

## Экономика
Нефтедобывающая промышленность (Кинзебулатовское нефтяное месторождение).
Сельское хозяйство: ассоциация крестьянско-фермерских хозяйств «Ударник».

## Религия
В селе есть мечеть Фатиха.

## Известные уроженцы
- Галимов, Баязит Сабирьянович (26 мая 1942—10.02.2024), философ, доктор философских наук, профессор, заслуженный деятель науки Республики Башкортостан.
- Ишмурзин, Аухади Галяутдинович - один из руководителей Бурзян-Тангауровского восстания.
- Мифтахов, Риф Файзрахманович (17.09.1939—22.04.2020), башкирский поэт-песенник, поэт-сатирик, переводчик.
- Халиков, Тимирбулат Галяутдинович (17.01.1917—17.06.1958), советский военный и административный деятель, депутат Верховного Совета БАССР 2-го созыва, Герой Советского Союза[5].
- Хафизов Искандар Салимович (31.05.2007) мастер спорта России по самбо, член юношеской сборной России по самбо и дзюдо.
- Хафизов Баязит Салимович (21.04.2004), философ, предприниматель, основатель башкирского бренда одежды OOYLA (с башк. уйла-думай). Старший брат мастера спорта Россий Хафизова Искандара Салимовича.